# Sylvia communis

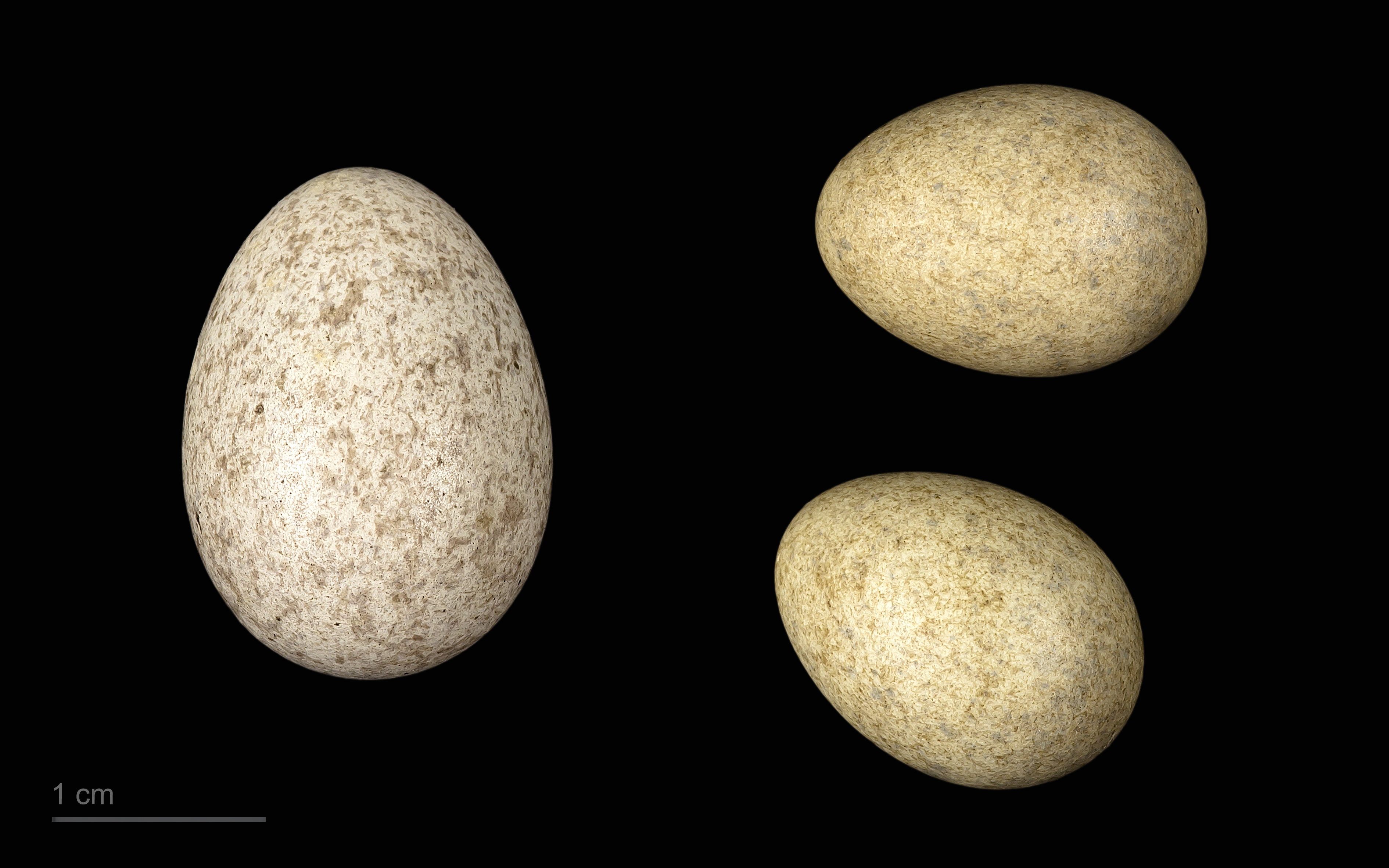
Cuculus canorus canorus + Sylvia communis

Sylvia communis là một loài chim trong họ Sylviidae.